# Laska, Tỉnh West Pomeranian
Laska [ˈlaska] (tiếng Đức Laatzig) là một ngôi làng thuộc khu hành chính của Gmina Wolin, thuộc quận Kamień, West Pomeranian Voivodeship, ở phía tây bắc Ba Lan. Nó nằm khoảng 4 kilômét (2 mi) phía đông bắc của Wolin, 15 km (9 mi) phía tây nam Kamie Kam Pomorski và 51 km (32 mi) phía bắc thủ đô khu vực Szczecin.
Ngôi làng có dân số 180 người.